# Koror (staat)
Koror (of Oreor, Corrora of Pelew) is een van de zestien staten van de Oceanische republiek Palau. De staat wordt gevormd door het eiland Koror en enkele kleinere eilandjes. In de staat worden de talen Engels en Palaus gesproken.
De hoofdstad van de staat heet ook Koror en was tot en met 6 oktober 2006 ook de nationale hoofdstad van Palau en is tevens de grootste plaats van het land.
Koror ligt net ten zuiden van het grootste Palause eiland, Babeldaob, waarmee het door middel van een brug is verbonden. Deze brug, de Koror-Babeldaob Bridge, werd geopend in december 2001 en gebouwd door een Japans bedrijf. Eerder werd in 1977 een brug van Zuid-Koreaanse makelij geopend, maar deze stortte op 26 september 1996 ineen, vanwege een slechte constructie en slecht onderhoud. Twee mensen stierven. Gedurende de jaren erna werd er een Japanse noodbrug gebruikt.
Naast de stad Koror zijn er nog elf plaatsen in de staat: het stadje Meyuns en de dorpen Ngermid, Ngerkesowaol, Ngerchemai, Iyebukel, Idid, Meketii, Dngeronger, Ikelau, Medalaii en Ngerbeched.
Aimeliik · Airai · Angaur · Hatohobei · Kayangel · Koror · Melekeok · Ngaraard · Ngarchelong · Ngardmau · Ngatpang · Ngchesar · Ngeremlengui · Ngiwal · Peleliu · Sonsorol